# Rhodostemonodaphne parvifolia
Rhodostemonodaphne parvifolia är en lagerväxtart som beskrevs av Madriñán. Rhodostemonodaphne parvifolia ingår i släktet Rhodostemonodaphne och familjen lagerväxter. Inga underarter finns listade i Catalogue of Life.